# Ágnes Keleti
Ágnes Keleti (nata Ágnes Klein; Budapest, 9 gennaio 1921 – Budapest, 2 gennaio 2025) è stata una ginnasta ungherese naturalizzata israeliana.
Rappresentante dell'Ungheria ai Giochi olimpici estivi, vinse in tutto 10 medaglie (di cui 5 d'oro), ed è considerata come una delle migliori atlete olimpiche ebree di tutti i tempi.
In particolare, ai Giochi della XVI Olimpiade di Melbourne del 1956 fu, assieme a Larisa Latynina, l'atleta che vinse più medaglie (6 in tutto).
Nel 1957 emigrò in Israele. Fino al momento della sua morte, fu la più anziana campionessa olimpica in vita.

## Biografia
Iniziò a praticare ginnastica all'età di 4 anni. A 16 anni si laureò per la prima volta campionessa ungherese di ginnastica; nel corso della sua carriera, tra il 1937 ed il 1956, vinse per 10 volte il titolo nazionale magiaro.
Avrebbe potuto partecipare alle Olimpiadi estive già nel 1940, se non fosse stato per la Seconda Guerra Mondiale, che annullò la competizione sia nel 1940 sia nel 1944. Essendo ebrea, fu costretta a nascondersi per sopravvivere alla guerra. Suo padre morì nel campo di concentramento di Auschwitz.
Al termine del conflitto, riprese ad allenarsi e si qualificò per i Giochi della XIV Olimpiade di Londra del 1948, ma a causa di un infortunio dovette rinunciarvi. Nel 1952, a 31 anni, riuscì infine a partecipare per la prima volta alle Olimpiadi: ai Giochi della XV Olimpiade di Helsinki ottenne 4 medaglie (oro nel corpo libero, argento nel concorso a squadre e bronzo nella ginnastica con attrezzi e nelle parallele asimmetriche). Due anni dopo, nel 1954, gareggiò ai campionati mondiali di ginnastica artistica a Roma, dove si piazzò prima nelle parallele asimmetriche.
Ai Giochi della XVI Olimpiade di Melbourne, vinse 4 medaglie d'oro (corpo libero, trave, parallele asimmetriche e ginnastica con attrezzi) e 2 d'argento (concorso a squadre e concorso individuale); inoltre, a 35 anni, divenne la più anziana ginnasta ad aver vinto l'oro. A seguito della rivoluzione ungherese del 1956, che scoppiò durante quelle Olimpiadi, scelse di restare in Australia e di ricevere asilo politico, assieme ad altri 44 atleti della delegazione ungherese. L'anno successivo, nel 1957, decise di non far ritorno in Ungheria e di trasferirsi in Israele, ritirandosi dall'attività agonistica.
Dopo il suo ritiro, lavorò come istruttrice di educazione fisica all'Università di Tel Aviv e al Wingate Institute a Netanya. Inoltre allenò e lavorò per la squadra nazionale israeliana di ginnastica durante gli anni 1990.
È stata inserita in diversi hall of fame, tra cui l'International Jewish Sports Hall of Fame nel 1981, l'Hungarian Sports Hall of Fame nel 1991, e l'International Gymnastics Hall of Fame nel 2002.
Morì a Budapest il 2 gennaio 2025, all'età di 103 anni, una settimana prima del suo 104º compleanno, mentre si trovava ricoverata in ospedale per una polmonite diagnosticatale la settimana precedente.

## Palmarès

### Giochi olimpici
- Helsinki 1952:
  -  Oro - corpo libero
  -  Argento - concorso a squadre
  -  Bronzo - ginnastica con attrezzi
  -  Bronzo - parallele asimmetriche
- Melbourne 1956:
  -  Oro - corpo libero
  -  Oro - trave
  -  Oro - parallele asimmetriche
  -  Oro - ginnastica con attrezzi a squadre
  -  Argento - concorso a squadre
  -  Argento - concorso individuale

### Campionati mondiali
- Roma 1954
  -  Oro - parallele asimmetriche
  -  Argento - concorso a squadre
  -  Bronzo - trave